# Angelo Sodano
Angelo Sodano (født 23. november 1927 i Isola d'Asti, Piemonte, Italia, død 27. maj 2022) var dekanus for kardinalskollegiet i Den katolske kirke og dermed den ledende blandt kardinalerne. Han var kardinalstatssekretær fra 1991 til 2006 under Johannes Paul II og Pave Benedikt 16.